# Робб, Аннасофия
Анна-Софи́я Робб (англ. AnnaSophia Robb, род. 8 декабря 1993, Колорадо) — американская актриса, лучшая молодая актриса (2007).

## Биография
Анна-София Робб родилась 8 декабря 1993 года в Денвере, штат Колорадо, США, в семье Джанет и Дейва Робб. Она была названа в честь её прабабушки по материнской линии, Анны-Софии, и её бабушки по отцовской линии, Анны-Марии. В роду у актрисы были англичане, шотландцы, ирландцы, шведы и датчане. Занималась танцами и спортивной гимнастикой на протяжении четырёх с половиной лет. Училась в старшей школе «Арапахо». В 2018 году окончила Нью-Йоркский университет.
Впервые появилась перед камерой в телевизионной рекламе для Макдоналдса. Первым участием в серьёзных съёмках можно считать роль в короткометражной ленте «День отца» студентки института кинематографии Колорадо Кристи Экерт, а также её появление в одном из эпизодов сериала «Дрейк и Джош» канала Nickelodeon. В 2004 году получила главную роль в телевизионном фильме «Саманта: Каникулы американской девочки». В 2005 году пробовалась на роль Розмари в комедии «Маленький Манхэттен», но роль досталась другой актрисе.
Первую популярность Анне-Софии принесли роли в семейной драме Уэйна Вонга «Благодаря Винн-Дикси» и в фильме Тима Бёртона «Чарли и шоколадная фабрика», в котором Анна-София сыграла роль заносчивой спортсменки по имени Виолетта Борегард. В том же 2005 году Робб стала лицом одежной марки для девочек Trad Clothing.
В начале 2007 были представлены триллер «Жатва» и фэнтезийная семейная драма «Мост в Терабитию», снятая по одноимённой книге Кэтрин Патерсон. Для этого фильма Анна-София исполнила песню «Keep Your Mind Wide Open», которая вошла в официальный саундтрек, и на которую был снят видеоклип. В том же году в Каннах был показан драматический фильм «Есть мечты — будут и путешествия» режиссёра-дебютанта Брэда Айзека, в котором Робб исполнила одну из главных ролей, а также прошла телевизионная премьера детского приключенческого фильма «Фома неверующий».
В феврале 2008 года вышла картина «Телепорт» режиссёра Дага Лаймана, где Анна-София исполнила роль главной героини в школьные годы. Через месяц в ограниченный прокат вышла драма «Лунатизм». Вместе с Робб в съёмках участвовали Шарлиз Терон, Ник Стал, Вуди Харрельсон и Деннис Хоппер.
В 2009 году вышла в свет картина «Ведьмина гора» и был анонсирован фильм «Дорогая Элеонора», который так и не был снят. Осенью прошли съёмки фильма «Между пространством», одну из главных ролей в котором исполнила обладательница «Оскара», актриса Мелисса Лео Премьера фильма состоялась на фестивале Tribeca Film весной 2010 года.
В начале февраля 2010 года начались съёмки фильма «Сёрфер души» — экранизации автобиографии Бетани Хэмилтон, потерявшей в 13-летнем возрасте левую руку в результате нападения тигровой акулы, но вернувшейся впоследствии в профессиональный сёрфинг. Фильм вышел в 2011 году.
Весной 2012 года прошли съёмки пилотного эпизода сериала «Дневники Кэрри» который является приквелом «Секса в большом городе». Сериал вышел в январе 2013 года, но в мае 2014 после двух сезонов был закрыт в связи с низкими рейтингами.
В 2013 году вышла комедия «Дорога, дорога домой», где коллегами Анны-Софии стали актёры Сэм Рокуэлл, Стив Карелл, Тони Коллетт и Эллисон Дженни.
В 2017 снялась в ЛГБТ-фильме режиссёра Труди Стайлер «Цирк уродов».
В 2019 сыграла одну из главных ролей в драматическо-криминальном сериале «Притворство», основанном на реальных событиях.
С 2022 года актриса замужем.

## Фильмография
| Год       |     | Русское название                       | Оригинальное название              | Роль                        |
| --------- | --- | -------------------------------------- | ---------------------------------- | --------------------------- |
| 2003      | кор | День отца                              | Daddy's Day                        | Анна                        |
| 2004      | с   | Дрейк и Джош                           | Drake & Josh                       | Лиза                        |
| 2004      | тф  | Саманта: Каникулы американской девочки | Samantha: An American Girl Holiday | Саманта Паркингтон          |
| 2005      | ф   | Благодаря Винн-Дикси                   | Because of Winn-Dixie              | Индия Опал Булони           |
| 2005      | ф   | Чарли и шоколадная фабрика             | Charlie and the Chocolate Factory  | Виолетта Борегард           |
| 2005      | ки  |                                        | Charlie and the Chocolate Factory  | Виолетта Борегард           |
| 2006      | мс  | Дэнни-призрак                          | Danny Phantom                      | Даниэль «Дэни» Фентон       |
| 2007      | ф   | Мост в Терабитию                       | Bridge to Terabithia               | Лесли Бёрк                  |
| 2007      | ф   | Жатва                                  | The Reaping                        | Лорен Макконнелл            |
| 2007      | ф   | Есть мечты — будут и путешествия       | Have Dreams, Will Travel           | Кесси «Кесс» Кеннингтон     |
| 2008      | ф   | Лунатизм                               | Sleepwalking                       | Тара Риди                   |
| 2008      | ф   | Телепорт                               | Jumper                             | юная Милли Харрис           |
| 2008      | ф   | Фома неверующий                        | Spy School                         | Джеки Хоффман               |
| 2009      | ф   | Ведьмина гора                          | Race to Witch Mountain             | Сара                        |
| 2010      | ф   | Между пространством                    | The Space Between                  | Саманта «Сэм» Джин Макклауд |
| 2011      | ф   | Сёрфер души                            | Soul Surfer                        | Бетани Хэмилтон             |
| 2013      | ф   | Дорога, дорога домой                   | The Way, Way Back                  | Сюзанна Томпсон             |
| 2013      | мф  | Король сафари                          | Khumba                             | Томби                       |
| 2013—2014 | с   | Дневники Кэрри                         | The Carrie Diaries                 | Кэрри Брэдшоу               |
| 2014      | кор | Русалочка                              | Sofia Coppola's The Little Mermaid | Ариэль                      |
| 2014      | мс  | Робоцып                                | Robot Chicken                      | Ясмин / Клео                |
| 2015      | ф   | Джек из Красных сердец                 | Jack of the Red Hearts             | Жаклин «Джек» Фергюсон      |
| 2016—2017 | с   | Улица милосердия                       | Mercy Street                       | Элис Грин                   |
| 2017      | ф   | Заговор на острове Джекилл             | The Crash                          | Кризон Клифтон              |
| 2018      | ф   | Цирк уродов                            | Freak Show                         | Мэри Джейн (Бла Бла Бла)    |
| 2018      | ф   | Дальше по коридору                     | Down a Dark Hall                   | Кэтрин «Кит» Горди          |
| 2019      | с   | Притворство                            | The Act                            | Лэйси Хатчес                |
| 2019      | кор | От драгоценностей Роже Вивье до туфель | Roger Vivier's Jewels to Shoes     | студентка                   |
| 2020      | с   | И повсюду тлеют пожары                 | Little Fires Everywhere            | юная Елена Ричардсон        |
| 2020      | ф   | Сумасшедшая любовь                     | Words on Bathroom Walls            | Ребекка                     |
| 2021      | кор | Спокойной ночи, дорогая                | Goodnight Darling                  | «дорогая»                   |
| 2021      | ф   | Мейер Лански                           | Lansky                             | Анна Лански                 |
| 2021      | с   | Плохой доктор                          | Dr. Death                          | Мишель Шугарт               |
| 2024      | кор | Загородный дом                         | Holiday House                      | Шелли                       |
| 2024      | ф   | Ребел-Ридж                             | Rebel Ridge                        | Саммер Макбрайд             |
| 2025      | с   | Садовничество в Гросс-Пойнте           | Grosse Pointe Garden Society       | Элис Моррис                 |
| 2025      | кор | ESC                                    | ESC                                | Мэллори                     |
|           | ф   | Тельма                                 | Thelma                             |                             |

### Аудио
| Год  | Название                                             | Роль            | Примечания |
| ---- | ---------------------------------------------------- | --------------- | ---------- |
| 2008 | The Word of Promise: Next Generation – New Testament | Мария Магдалина | [ 11 ]     |
| 2020 | Marvels                                              | Марсия Хардести | [ 12 ]     |
| 2020 | Day by Day                                           | Райли О'Мэлли   | [ 13 ]     |

### Музыкальные видео
| Год  | Название                            | Исполнитель  | Role        | Примечания    |
| ---- | ----------------------------------- | ------------ | ----------- | ------------- |
| 2007 | Keep Your Mind Wide Open            | N/A          | N/A         | [ 14 ]        |
| 2020 | She’s Lost Control                  | Joy Division | Домохозяйка | [ 15 ]        |
| 2021 | Shivers                             | Эд Ширан     | София       | [ 16 ] [ 17 ] |
| 2023 | Guiding Light (Anniversary Edition) | Фой Вэнс     | Грейс       | [ 18 ]        |

### Театральные постановки
| Год  | Название | Роль   | Место проведения     | Примечания    |
| ---- | -------- | ------ | -------------------- | ------------- |
| 2019 | Макбет   | Ведьма | Театр Люсиль Лортель | [ 19 ] [ 20 ] |

## Награды и номинации
| Год  | Премия                    | Категория                                                                                         | Номинация за                           | Результат | Примечания |
| ---- | ------------------------- | ------------------------------------------------------------------------------------------------- | -------------------------------------- | --------- | ---------- |
| 2004 | Премия «Молодой актëр»    | Лучшая женская роль в телефильме, мини-сериале или специальной программе – Лучшая молодая актриса | Саманта: Каникулы американской девочки | Номинация | [ 21 ]     |
| 2006 | Премия «Молодой актëр»    | Лучшая женская роль в художественном фильме – ведущая молодая актриса                             | Благодаря Винн-Дикси                   | Номинация | [ 22 ]     |
| 2007 | Премия «Молодой актëр»    | Лучшая женская роль в художественном фильме – Лучшая молодая актриса                              | Мост в Терабитию                       | Победа    | [ 23 ]     |
| 2007 | Премия «Молодой актëр»    | Лучшая женская роль в художественном фильме – Молодой актерский состав                            | Мост в Терабитию                       | Победа    | [ 23 ]     |
| 2007 | Премия «Выбор критиков»   | Лучшая молодая актриса                                                                            | Мост в Терабитию                       | Номинация | [ 24 ]     |
| 2009 | Кинофестиваль Денвера     | Премия "Восходящая звезда"                                                                        | н/д                                    | Победа    | [ 25 ]     |
| 2013 | Teen Choice Awards        | Прорывная звезда                                                                                  | Дневники Кэрри                         | Номинация | [ 26 ]     |
| 2013 | Премия «Молодой Голливуд» | Суперзвезда завтрашнего дня                                                                       | н/д                                    | Победа    | [ 27 ]     |